# Okerbuikprieelvogel
De okerbuikprieelvogel (Chlamydera cerviniventris) is een vogel uit de familie Ptilonorhynchidae (prieelvogels).

## Verspreiding en leefgebied
De broedgebieden van de okerbuikprieelvogel liggen in Nieuw-Guinea en het noordoosten van Australië.

## Status
De okerbuikprieelvogel heeft een groot verspreidingsgebied en daardoor is de kans op uitsterven gering. De grootte van de populatie is niet gekwantificeerd. Er is geen aanleiding te veronderstellen dat de soort in aantal achteruit gaat. Om deze redenen staat deze prieelvogel als niet bedreigd op de Rode Lijst van de IUCN.

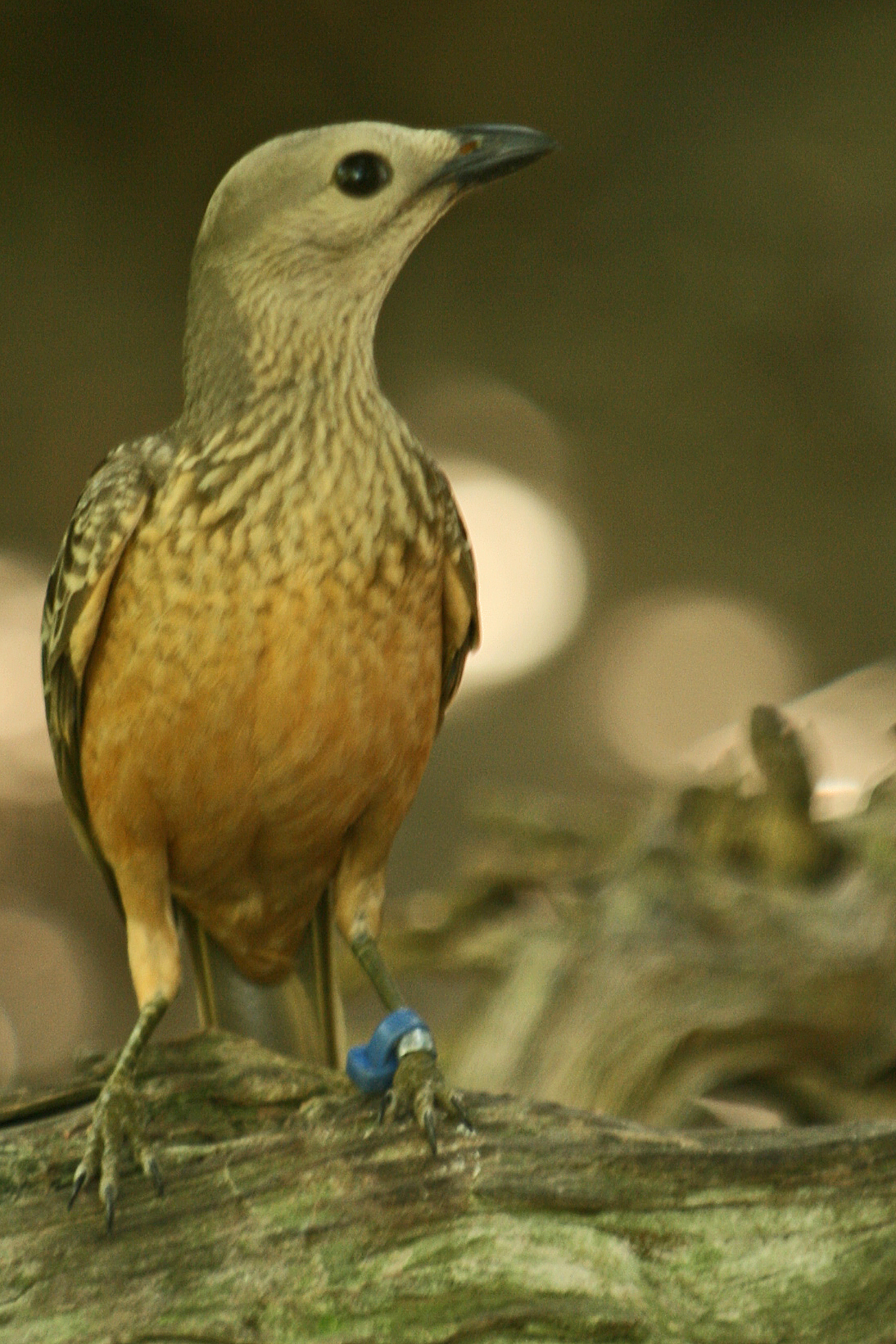
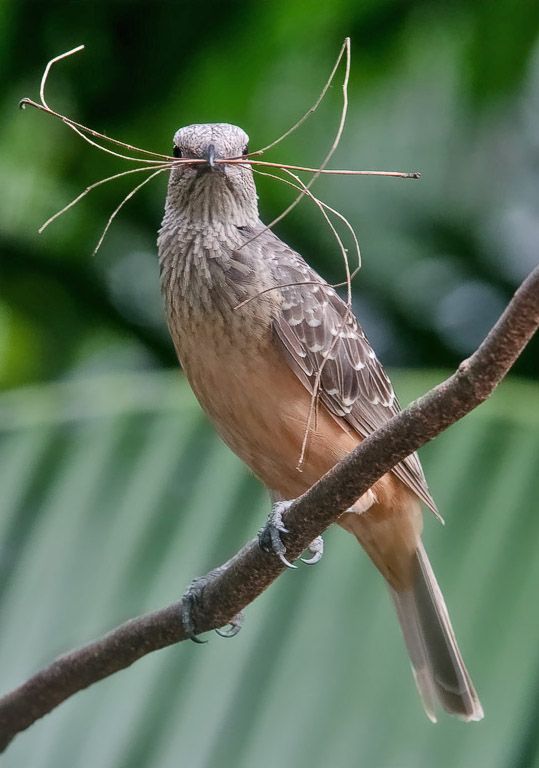
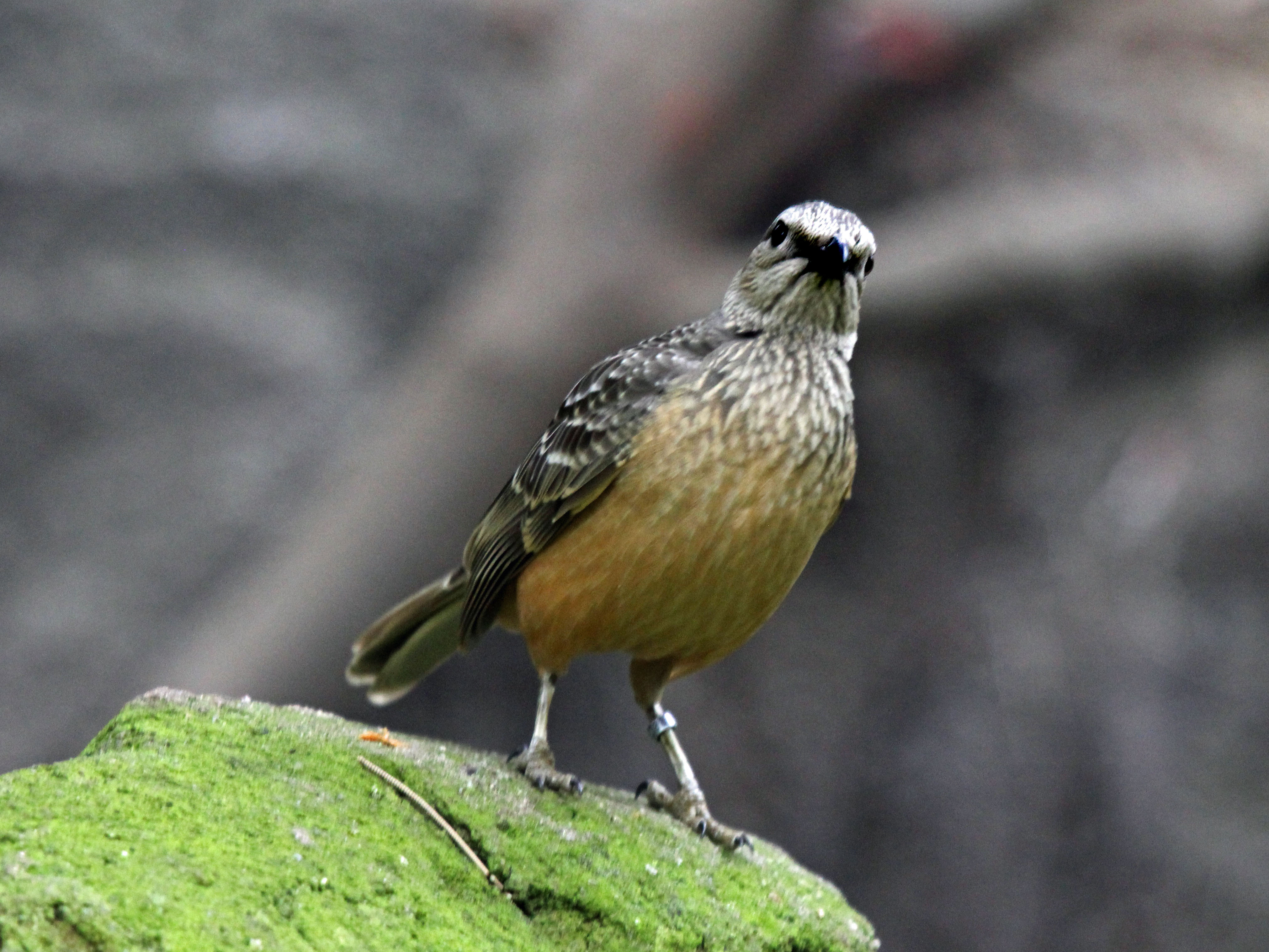